# Conclave de 1830–1831
El conclave de 1830-1831 va ser convocat després de la mort del Papa Pius VIII, que va tenir lloc a Roma l'1 de desembre de 1830. Es va celebrar al palau del Quirinal entre el 14 de desembre de 1830 i el 2 de febrer de 1831, i després de vuitanta-tres votacions, va ser elegit Papa, el cardenal Mauro Alberto Cappellari, prefecte de la Congregació de Propaganda Fide, que va prendre el nom de Gregori XVI. L'elecció va ser anunciada pel cardenal protodiaca Giuseppe Albani.

## Seu vacant
A principis de novembre de 1830, Pius VIII, que no gaudia de bona salut, va caure greument malalt. El 18 no va ser capaç d'assistir a la cerimònia per l'aniversari de la dedicació de la Basílica vaticana. Li van aparèixer fístules al coll i els genolls, mentre que tot el seu cos estava cobert de nafres, i van començar a manifestar-se a l'interior del pit amenaçant amb ofegar-lo. Els metges van ser capaços de controlar les secrecions de les pústules, però el 23 de novembre el Papa es van deteriorar tant que el cardenal Zurla va ordenar que es recitessin les oracions pro summo pontifice infirmo a totes les esglésies. El 28 de novembre, a les dues de la tarda, Pius VIII va rebre el Viàtic, mentre que a la tarda monsenyor Augustoni, el sagristà papal, li va donar l'extremunció, en presència del cardenal penitenciari major, Emmanuele de Gregorio i dels pares generals dels ordes mendicants. Després d'una breu agonia del pontífex va morir el matí del 30 de novembre, a l'edat de 68 anys i 10 dies, després d'un regnat d'un any i vuit mesos.
L'endemà al matí, 1 de desembre de 1830, el cardenal camarlenc Pietro Francesco Galleffi va ser informat oficialment de la mort del Papa i va anar al Quirinal. Després de les oracions i els procediments rituals, el camarlenc comprovà oficialment el decés. Recitat el De Profundis, el secretari de la Cambra Apostòlica llegí l'escriptura i va donar l'anell del pescador al Camarlenc que va procedir a ordenar el plany de la gran campana del Capitoli de manera que el poble romà s'assabentés de la mort del Papa.
A la tarda el cardenal Pacca, degà del Sacre Col·legi, va celebrar una reunió amb els cardenals Dandini (per l'ordre de preveres), Albani (per l'ordre dels diaques), Galleffi i monsenyor Polidori, Secretari del Sacre Col·legi, en la qual es van elaborar els procediments per a l'organització del funeral de Pius VIII. Alhora, el cos del pontífex finat va ser embalsamat mentre la praecordia era enterrada, com de costum, a l'església dels Sants Vicent i Anastasi al capvespre del 3 de desembre.
El conclave de 1830 a 1831 es va situa en el context de les revolucions que en 1830 havia commocionat França, Bèlgica, Polònia, Mòdena, Parma i els Estats Pontificis. A la congregació general de 5 de desembre, el cardenal Pacca presentà una carta escrita pel pontífex difunt, on cridava a les tropes austríaques a la frontera amb les legacions per evitar possibles aldarulls durant la seu vacant. El mateix canceller von Metternich va expressar la seva profunda preocupació per la situació italiana, considerant la península el focus més gran de l'esclat de la revolució i una major consciència dels italians sobre la lluita per la independència.
El 10 de desembre van produir-se disturbis a Roma: un grup al voltant de 400 persones va entrar a l'arsenal llevant fusells i municions amb les que va alliberar els presos polítics empresonats pel govern papal i tot el poble va caure en la revolta. Però la traïció d'un dels rebels va permetre a la policia per detenir els conspiradors: el conclave va començar en una atmosfera de tensió palpable i alta sospita.
Amb la mort del papa Pius VIII van decaure automàticament nou cardenals nomenats in pectore el 15 de març de 1830, però que mai no van ser revelats. A més, entre la mort de Pius VIII (1 de desembre de 1830) i el començament del conclave va morir un dels cardenals, Pietro Gravina. Eren, per tant, 54 els cardenals que tenien el dret d'accés a la votació. Entre ells, nou no van participar o per raons de salut o per motius de distància.
Inicialment els candidats més forts van ser els cardenals Emmanuele De Gregorio i Bartolomeo Pacca, papabiles ambdós ja al conclave de 1829, i Giacomo Giustiniani, contra el qual, però, va caure el veto del rei Ferran VII d'Espanya.

## La votació
Aviat es va fer evident que cap candidat guanyaria el suport de dos terços dels cardenals. El príncep Klemens von Metternich volia un papa reaccionari per frenar l'onada de jacobinisme que de nou sacsejava Europa. Per això, proposà el cardenal Vincenzo Macchi com el seu candidat, però els purpurats no el veieren convenient per al papat.
A la tarda del 14 de desembre, els 35 cardenals presents a Roma en aquell moment es van dirigir al palau del Quirinal per al conclave. L'endemà, després de la missa de l'Esperit Sant, hi va haver la primera votació: Pacca va rebre vuit vots, a més de 5 accessus, De Gregorio 12 més 3 accessus. El 16 de desembre arribà el cardenal Ruffo de Nàpols, mentre que altres cardenals van arribar entre el 17 i el 22 de desembre, inclos Gaysruck, arquebisbe de Milà. Fins i tot els cardenals Pedicini i Oppizoni resultat entre els més valorats en els primers dies, però no eren capaços d'obtenir més de 18 vots. El 20 de desembre, l'ambaixador d'Àustria, Graf Von Lützowsauna, va ser rebut pels cardenals.
El 28 de desembre, Giustiniani va rebre set vots i nou a accessus. L'1 de gener de 1831, el cardenals van rebre l'ambaixador extraordinari de Portugal, mentre que van arribar els cardenals francesos Fesch i d'Isoard immediatament admesos en el conclave.
Giustiniani i Pacca van aparèixer fins i tot entre els més valorats en els primers dies de 1831 i en l'escrutini del 3 de gener van obtenir, respectivament, 13 i 14 vots. Però es va fer evident que les possibilitats de Pacca per ascendir al tron papal havien mort quan la seva facció havia arribat al màxim dels vots i no en podia aconseguir. Macchi semblava oferir una alternativa, però s'enfrontava a la vehement oposició dels francesos. El 6 de gener Giustiniani va obtenir 18 vots que van arribar a 24 gràcies als accessus. El 7 de gener Giustiniani va arribar als 21 vots emesos, però en la tarda del dia 8, abans de la segona volta, el cardenal de la corona Juan Francisco Marco y Catalán es va posar en peu i llegí la carta, rebuda per l'ambaixador Labrador, per la qual el rei d'Espanya Ferran VII posava el veto contra el cardenal Giustiniani. Aquest havia estat nunci a Espanya, però va ser expulsat després de la revolució liberal de 1827. Va tornar sota Ferran VII, es va oposar a la successió al tron de la seva filla Isabel i per aquest motiu la Reina Maria Cristina es ressentia i va ser defensar el veto. A la tarda del 9 de gener l'arquebisbe de Rouen de Croÿ s'uní al conclave, que d'aquesta manera arribà al nombre de 45 participants.
L'11 de gener, per resoldre el punt mort, es va proposar el nom del cardenal Cappellari, es va trobar amb el favor de la cort austríaca, i aviat els seus vots van pujar: el 15 de gener rebé 23 vots, seguit per Macchi amb 12.
El 21 de gener de cardinal d'Isoard, parlant en nom de la cort francesa, va donar a conèixer que el seu govern no podia acceptar el cardenal Macchi com a pontífex romà, però sense posar un veto formal. No obstant això, la intenció i l'efecte van fer que el cardenal perdés tota les seves possibilitats restants per ascendir al papat. Les raons donades van ser la massa proximitat al compromís entre Luis XVIII i Àustria. El 22 de gener va arribar al conclave el cardenal Ribero, arquebisbe de Toledo.
El 29 de gener, va resultar que la facció de De Gregorio, que recolzava el cardenal Benvenuti, controlava 18 vots, mentre que la del cardenal Pacca en comprolava 22. No obstant això, es va fer evident que no seria capaç de remoure més vots i, certament, no centrar-se en els seus candidats, cremats en els intents anteriors.
Àustria per la seva banda, a través del seu ambaixador, exercí pressió perquè es triés a un candidat que es demostrés condescendent donada la delicada situació italiana. Deixada a un costat la hipòtesi del cardenal Albani, la forta oposició de la facció de De Gregori, es va arribar a un compromís sobre Cappellari, ja ben indicat pels austríacs a condició que es nomenés per la Secretaria d'Estat un conservador i favorable a Àustria.
En la tarda del 2 de febrer, en el 83è escrutini, Cappellari finalment va ser elegit amb 32 vots i va assumir el nom de Gregori XVI. Després de 62 dies, la seu vacant va ser finalment ocupada.
Va ser l'últim conclave que va triar un Papa que no era bisbe (Cappellari havia fet ser consagrat bisbe immediatament després de l'elecció).

## Llista de participants

### Presents al conclave
| Nom                                    | País                       | Títol                                                                                                  | Càrrec | Naixement  | Consistori |
| -------------------------------------- | -------------------------- | --- | --- | ---------- | ---------- |
| Benedetto Colonna Barberini de Sciarra | Estats Pontificis          | Cardenal prevere de Santa Maria sopra Minerva                                                          | Mestre de Cambra emèrit de la Cort Pontifícia | 22/10/1788 | 02/10/1826 |
| Louis-François-Auguste de Rohan-Chabot | Regne de França            | Cardenal prevere de la Santissima Trinità al Monte Pincio                                              | Arquebisbe metropolità de Besançon | 29/02/1788 | 05/07/1930 |
| Tommaso Bernetti                       | Estats Pontificis          | Cardenal diaca de San Cesareo in Palatio                                                               | Pro-Secretari d'Estat emèrit de Sa Santedat | 20/12/1779 | 02/10/1826 |
| Carlo Odescalchi                       | Estats Pontificis          | Cardenal prevere dels Santi XII Apostoli                                                               | Prefecte de la Congregació pels bisbes i regulars | 05/03/1775 | 10/03/1823 |
| Tommaso Riario Sforza                  | Regne de les Dues Sicílies | Cardenal diaca de Santa Maria in Domnica                                                               | Llegat apostòlic de Forlì | 08/01/1772 | 10/03/1823 |
| Giacomo Filippo Fransoni               | Regne de Sardenya          | Cardenal prevere de Santa Maria in Ara Coeli                                                           | Prefecte de la Congregació de la immunitat eclesiàstica | 10/12/1775 | 02/10/1826 |
| Ludovico Micara                        | Estats Pontificis          | Cardenal prevere dels Santi Quattro Coronati                                                           | Ministre general emèrit de l'Orde de Frares Menors Caputxins | 12/10/1775 | 20/12/1824 |
| Gustave-Maximilien-Juste de Croÿ-Solre | Regne de França            | Cardenal prevere de Santa Sabina                                                                       | Gran Almoiner de França; Arquebisbe metropolità de Rouen | 12/09/1773 | 21/03/1825 |
| Thomas Weld                            | Regne Unit                 | Cardenal prevere de San Marcello                                                                       | Bisbe coadjutor emèrit de Kingston | 22/01/1773 | 15/03/1830 |
| Giorgio Doria Pamphilj Landi           | Estats Pontificis          | Cardenal prevere de Santa Cecilia                                                                      | Prefecte de la Congregació per a les indulgències i les relíquies sacres; Gran Prior de Roma del Sobirà Orde Militar de Malta | 17/11/1772 | 08/03/1816 |
| Juan Francisco Marco y Catalán         | Regne d'Espanya            | Cardenal diaca de Sant'Agata alla Suburra                                                              | Governador emèrit de Roma; Vice-Camarleng emèrit de la Cambra Apostòlica | 24/10/1771 | 15/12/1828 |
| Pietro Francesco Galleffi              | Estats Pontificis          | Cardenal bisbe de Porto, Santa Rufina e Civitavecchia                                                  | Arxipreste de la Basílica de Sant Pere del Vaticà; President de la Fàbrica de Sant Pere; Camarlenc de la Santa Església Romana; Sots-degà del Col·legi Cardenalici | 27/10/1770 | 11/07/1803 |
| Vincenzo Macchi                        | Estats Pontificis          | Cardenal prevere dels Santi Giovanni e Paolo                                                           | Nunci apostòlic emèrit a França | 30/08/1770 | 02/10/1826 |
| Antonio Pallotta                       | Estats Pontificis          | Cardenal prevere de San Silvestro in Capite                                                            | Llegat a latere de Campagna e Marittima | 23/02/1770 | 10/03/1823 |
| Giacomo Giustiniani                    | Estats Pontificis          | Cardenal prevere dels Santi Marcellino e Pietro                                                        | Arquebisbe-bisbe de Imola | 20/12/1769 | 02/10/1826 |
| Carlo Maria Pedicini                   | Regne de les Dues Sicílies | Cardenal bisbe de Palestrina                                                                           | Prefecte de la Congregació dels ritus | 02/11/1769 | 10/03/1823 |
| Karl Kajetan von Gaisruck              | Imperi austríac            | Cardenal prevere de San Marco                                                                          | Arquebisbe metropolità de Milà | 07/08/1769 | 27/09/1824 |
| Carlo Oppizzoni                        | Regne Llombardovènet       | Cardenal prevere de San Bernardo alle Terme Diocleziane                                                | Arquebisbe metropolità de Bolonya | 15/04/1769 | 26/03/1804 |
| Giacinto Placido Zurla                 | Regne Llombardovènet       | Cardenal prevere de Santa Croce in Gerusalemme                                                         | Vicari general de Sa Santedat per la bisbat de Roma; Prefecte de la Congregació per la residència dels bisbes; Prefecte de la Congregació dels estudis | 02/04/1769 | 10/03/1823 |
| Domenico De Simone                     | Regne de les Dues Sicílies | Cardenal diaca de Sant'Angelo in Pescheria                                                             | Mestro de Cambra emèrit de la Cort Pontifícia | 29/11/1768 | 15/03/1830 |
| Cesare Nembrini Pironi Gonzaga         | Estats Pontificis          | Cardenal prevere de Sant'Anastasia                                                                     | Bisbe de Ancona e Numana | 27/11/1768 | 27/07/1829 |
| Giovanni Francesco Falzacappa          | Estats Pontificis          | Cardenal bisbe d'Albano                                                                                | Prefecte del Tribunal Suprem de la Signatura Apostòlica | 07/04/1767 | 10/03/1823 |
| Joachim-Jean-Xavier d'Isoard           | Regne de França            | Cardenal prevere de San Pietro in Vincoli                                                              | Arquebisbe metropolità d'Aush | 23/10/1766 | 25/06/1827 |
| Raffaele Mazzio                        | Estats Pontificis          | Cardenal prevere de Santa Maria in Trastevere                                                          | Canonista emèrit de la Penitencieria Apostòlica; Assessor emèrit de la Congregació de la Romana i Universale Inquisició | 24/10/1765 | 15/03/1830 |
| Bartolomeo Alberto Mauro Cappellari    | Regne Llombardovènet       | Cardenal prevere de San Callisto                                                                       | Prefecte de la Congregació de Propaganda Fide Escollit papa amb el nom de Gregori XVI | 18/09/1765 | 21/03/1825 |
| Giovanni Antonio Benvenuti             | Estats Pontificis          | Cardenal prevere dels Santi Quirico e Giulitta                                                         | Bisbe d'Osimo; Bisbe de Cingoli | 16/05/1765 | 02/10/1826 |
| Pedro Inguanzo Rivero                  | Regne d'Espanya            | Cardenal prevere de San Tommaso in Parione                                                             | Arquebisbe metropolità de Toledo | 22/12/1764 | 20/12/1824 |
| Belisario Cristaldi                    | Estats Pontificis          | Cardenal diaca de Santa Maria in Portico Campitelli                                                    | Rector emèrit de la Universitat "La Sapienza"; Tresorer general emèrit de la Cambra Apostòlica; Camarlenc del Col·legi Cardenalici | 11/07/1764 | 02/10/1826 |
| Joseph Fesch                           | Regne de França            | Cardenal prevere de San Lorenzo in Lucina; Cardenal prevere in commendam de Santa Maria della Vittoria | Arquebisbe metropolità de Lió | 03/01/1763 | 17/01/1803 |
| Antonio Domenico Gamberini             | Estats Pontificis          | Cardenal prevere de Santa Prassede                                                                     | Bisbe d'Orvieto | 31/10/1760 | 15/12/1828 |
| Ercole Dandini                         | Estats Pontificis          | Cardenal prevere de Santa Balbina                                                                      | Prefecte de la Congregació del bon govern | 25/07/1759 | 10/03/1823 |
| Pietro Caprano                         | Estats Pontificis          | Cardenal prevere dels Santi Nereo e Achilleo                                                           | Prefecte de la Congregació de l'Índex dels llibres prohibits | 28/02/1759 | 02/10/1826 |
| Emmanuele De Gregorio                  | Regne de les Dues Sicílies | Cardenal bisbe de Frascati; Cardenal prevere in commendam dei Santi Bonifacio e Alessio                | Arximandrita del Santíssim Salvador; Prefecte de la Congregació del Concili; Penitencier Major | 18/12/1758 | 08/03/1816 |
| Agostino Rivarola                      | Regne de Sardenya          | Cardenal diaca de Santa Maria ad Martyres                                                              | Prefecte de la Congregació de les aigües | 14/03/1758 | 01/10/1817 |
| Giuseppe Morozzo Della Rocca           | Regne de Sardenya          | Cardenal prevere de Santa Maria degli Angeli                                                           | Arquebisbe-bisbe de Novara | 12/03/1758 | 08/03/1816 |
| Fabrizio Sceberras Testaferrata        | Imperi Britànic            | Cardenal prevere de Santa Pudenziana                                                                   | Arquebisbe-bisbe d'Imola | 01/04/1757 | 08/03/1816 |
| Bartolomeo Pacca                       | Regne de les Dues Sicílies | Cardenal bisbe d'Òstia                                                                                 | Prefecte de la Congregació sobre la correcció dels llibres de l'Església oriental; Pro-Datari de Sa Santedat; Secretari de la Congregació de la Romana i Universal Inquisició; Prefecte de la Congregació del Cerimonial; Arxipreste de la Basílica de Sant Joan del Laterà | 23/12/1756 | 23/02/1801 |
| Tommaso Arezzo                         | Gran Ducat de Toscana      | Cardenal bisbe de Sabina; Cardenal prevere in commendam de San Lorenzo in Damaso                       | Vice-canceller de la Santa Església Romana | 16/12/1756 | 08/03/1816 |
| Giovanni Battista Bussi                | Estats Pontificis          | Cardenal prevere de San Pancrazio fuori le mura                                                        | Arquebisbe metropolità de Benevent | 23/01/1755 | 03/05/1824 |
| Antonio Maria Frosini                  | Ducat de Mòdena            | Cardenal diaca de Santa Maria in Cosmedin                                                              | Prefecte de la Congregació per a les indulgències i les sacres relíquies | 08/09/1751 | 10/03/1823 |
| Ignazio Nasalli-Ratti                  | Ducat de Parma i Piacenza  | Cardenal prevere de Sant'Agnese fuori le mura                                                          | Nunci apostòlic emèrit a Suïssa | 07/10/1750 | 25/06/1827 |
| Giuseppe Albani                        | Estats Pontificis          | Cardenal diaca de Santa Maria in Via Lata                                                              | Cardenal protodiaca; Cardenal Secretari d'Estat de Sa Santedat; Secretari dels Breus Apostòlics; Arxiver i Bibliotecari de la Santa Església Romana | 13/09/1750 | 23/02/1801 |
| Luigi Ruffo Scilla                     | Regne de les Dues Sicílies | Cardenal prevere de San Martino ai Monti                                                               | Arquebisbe metropolità de Nàpols; Cardenal protoprevere | 25/08/1750 | 23/02/1801 |
| Cesare Guerrieri Gonzaga               | Regne Llombardovènet       | Cardenal diaca de Sant'Adriano al Foro                                                                 | Prefecte de la Congregació del cens | 02/03/1749 | 27/09/1819 |
| Benedetto Naro                         | Estats Pontificis          | Cardenal prevere de San Clemente                                                                       | Prefecte de la Congregació de la disciplina dels regulars; Arxipreste de la Basílica Liberiana de Santa Maria la Major | 26/07/1744 | 08/03/1816 |

### Absents al conclave
| Nom                                         | País                      | Títol                                        | Ruolo                                                   | Naixement  | Consistori |
| ------------------------------------------- | ------------------------- | -------------------------------------------- | ------------------------------------------------------- | ---------- | ---------- |
| Rodolfo Giovanni d'Asburgo-Lorena           | Imperi austríac           | Cardenal prevere de San Pietro in Montorio   | Arquebisbe metropolità d'Olomouc                        | 08/01/1788 | 04/06/1819 |
| Francisco Javier de Cienfuegos y Jovellanos | Regne d'Espanya           | Cardenal prevere                             | Arquebisbe metropolità de Sevilla                       | 12/03/1766 | 13/03/1826 |
| Jean-Baptist-Marie-Anne-Antoine de Latil    | Regne de França           | Cardenal prevere de San Sisto                | Arquebisbe metropolità de Reims                         | 06/03/1761 | 13/03/1826 |
| Alexander Rudnay Divékújfalusi              | Regne d'Hongria           | Cardenal prevere                             | Arquebisbe metropolità d'Esztergom                      | 04/10/1760 | 02/10/1826 |
| Teresio Ferrero della Marmora               | Ducat de Savoia           | Cardenal prevere                             | Bisbe emèrit de Saluzzo                                 | 15/10/1757 | 27/09/1824 |
| Patrício da Silva                           | Regne de Portugal         | Cardenal prevere                             | Patriarca de Lisboa                                     | 15/10/1756 | 27/09/1824 |
| Cesare Brancadoro                           | Estats Pontificis         | Cardenal prevere de Sant'Agostino            | Arquebisbe metropolità de Fermo                         | 28/08/1755 | 23/02/1801 |
| Giovanni Caccia Piatti                      | Regne de Sardenya         | Cardenal diaca de Santi Cosma e Damiano      | Prefecte del Tribunal Suprem de la Signatura Apostòlica | 08/03/1751 | 08/03/1816 |
| Bonaventura Gazola                          | Ducat de Parma i Piacenza | Cardenal prevere de San Bartolomeo all'Isola | Bisbe de Montefiascone; Bisbe de Corneto                | 21/04/1744 | 03/05/1824 |